# Терминација фибер кабла
Терминација фибер кабла (енгл. fiber cable termination) процес је додавања конектора на свако оптичко влакно у фибер оптичком каблу. Пигтејл (енгл. pigtail — досл. „прасећи реп”) комад је оптичког кабла који са једне стране има конектор. Дужина му је обично до десетак метара мада може бити и много више. Намена му је да се са једне стране укључи у одговарајући уређај / оптички разделник, док се са друге стране врши спајање са другим оптичким каблом. Пигтејл се обично користи у оквиру једне просторије у телекомуникационој станици.